# Regeringen Merkel IV
Regeringen Merkel IV var Tysklands förbundsregering från 14 mars 2018 till 8 december 2021. Regeringen bestod av en koalition av de kristdemokratiska partierna CDU och CSU samt socialdemokratiska SPD. 
Regeringen tillträdde den 14 mars 2018 efter att förbundspresident Frank-Walter Steinmeier givit Angela Merkel i uppdrag att bilda en ny regering och efter att denna godkänts av Tysklands förbundsdag med röstsiffrorna 364 för och 315 emot. Regeringen efterträdde regeringen Merkel III.
Efter Förbundsdagsvalet i Tyskland 2021 bildades regeringen Scholz bestående av SPD, Allians 90/De gröna och FDP.

## Ministrar
| Titel                                                                | Namn | Namn                       | Tillträdde       | Avgick         | Parti |
| -------------------------------------------------------------------- | ---- | -------------------------- | ---------------- | -------------- | ----- |
| Förbundskansler                                                      |      | Angela Merkel              | 22 november 2005 | 8 oktober 2021 | CDU   |
| Vicekansler samt finansminister                                      |      | Olaf Scholz                | 14 mars 2018     | 8 oktober 2021 | SPD   |
| Utrikesminister                                                      |      | Heiko Maas                 | 14 mars 2018     | 8 oktober 2021 | SPD   |
| Inrikesminister                                                      |      | Horst Seehofer             | 14 mars 2018     | 8 oktober 2021 | CSU   |
| Justitie- och konsumentskyddsminister                                |      | Katarina Barley            | 14 mars 2018     | 27 juni 2019   | SPD   |
| Justitie- och konsumentskyddsminister                                |      | Christine Lambrecht        | 27 juni 2019     | 8 oktober 2021 | SPD   |
| Ekonomi- och energiminister                                          |      | Peter Altmaier             | 14 mars 2018     | 8 oktober 2021 | CDU   |
| Arbets- och socialminister                                           |      | Hubertus Heil              | 14 mars 2018     | 8 oktober 2021 | SPD   |
| Jordbruksminister                                                    |      | Julia Klöckner             | 14 mars 2018     | 8 oktober 2021 | CDU   |
| Försvarsminister                                                     |      | Ursula von der Leyen       | 17 december 2013 | 17 juli 2019   | CDU   |
| Försvarsminister                                                     |      | Annegret Kramp-Karrenbauer | 17 juli 2019     | 8 oktober 2021 | CDU   |
| Familje-, äldre-, kvinno- och ungdomsminister                        |      | Franziska Giffey           | 14 mars 2018     | 8 oktober 2021 | SPD   |
| Hälso- och sjukvårdsminister                                         |      | Jens Spahn                 | 14 mars 2018     | 8 oktober 2021 | CDU   |
| Minister för transport och digital infrastruktur                     |      | Andreas Scheuer            | 14 mars 2018     | 8 oktober 2021 | CSU   |
| Miljö-, naturvård- och kärnkraftssäkerhetsminister                   |      | Svenja Schulze             | 14 mars 2018     | 8 oktober 2021 | SPD   |
| Utbildnings- och forskningsminister                                  |      | Anja Karliczek             | 14 mars 2018     | 8 oktober 2021 | CDU   |
| Minister för ekonomiskt samarbete och utveckling                     |      | Gerd Müller                | 17 december 2013 | 8 oktober 2021 | CSU   |
| Minister med särskilda uppgifter och chef för Förbundskanslerämbetet |      | Helge Braun                | 14 mars 2018     | 8 oktober 2021 | CDU   |